# Moschea colorata
La moschea Colorata (Šarena džamija), formalmente moschea di Atik Behram Bey (Atik Behram-begova džamija), è la più antica moschea di Tuzla, in Bosnia ed Erzegovina.

## Nome
Il nome di Atik è stato dato a questa moschea perché è probabilmente la più antica moschea a Tuzla. Ha inoltre acquisito il nome di Behram Bey a causa dell'omonima madrasa di fronte ad essa, e perché la moschea è stata probabilmente rinnovata e mantenuta come parte dello stesso waqf (vakif). A causa delle decorazioni interne, è detta moschea Colorata (Šarena džamija).

## Architettura
La moschea è stata costruita su una piccola collina, la dimensione è 10x10m e domina l'ambiente. Prima dell'incendio del 1871, era costruita in argilla, con una cupola in legno. Dopo la sua ricostruzione nel 1888, aveva una cupola di materiali solidi, ma questa è stato presto sostituita da un tetto di piastrelle. Al piano terra ci sono dieci finestre in ferro con barre trasversali. L'interno della moschea è decorato con vari mobili. Il minbar è costruito in stile arabo. Il minareto è costituito da più parti, squadrato dalla base alla sommità della parete della moschea con un tetto stretto su tre lati. La moschea, così come l'harem, è protetta da un muro di sostegno di roccia con una lastra di cemento.